# Aseptis genitrix
Aseptis genitrix är en fjärilsart som beskrevs av Augustus Radcliffe Grote 1878. Aseptis genitrix ingår i släktet Aseptis och familjen nattflyn. Inga underarter finns listade i Catalogue of Life.